# Конн Ста Битв
Конн Ста Битв (ирл. — Conn Cétchathach), сын Федлимида Рехтмара (II век) — верховный король Ирландии в 116—136 или 123—157 годах.

## Биография

### Правление
Согласно Lebor Gabála Érenn, Конн пришел к власти после убийства своего предшественника Катар Мора. Конн Ста Битв правил долго. Он получил своё прозвище за многочисленное количество сражений, которые он провел с региональными королями. В результате войн с Муг Нуадат, королём Мунстера, Ирландия была разделена на две части: Конн управлял севером («Половина Конна»), а Муг Нуадат управлял югом («Половина Муга»), с границей, проходившей от Голуэя на западе до Дублина на востоке.
Согласно саге «Приключение Конлы Красного», у Конна было двое сыновей — Конла Красный и Арт. Перед Конлой явилась женщина из страны сидов, которая подарила ему волшебное яблоко, а затем увлекла его за собой. Арт остался единственным сыном Конна, и поэтому получил прозвище «Одинокий»
В 157 году был убит Тибрайдом Тирехом мечом, который в древние времена принадлежал Кухулину. Это произошло так как Федлимид Рехтмар, отец Конна Ста Битв убил в своё время Мала (отца Тибрайда).

### «Видение Конна»
«Видение Конна» (точнее, «Безумие Конна», Baile Chuind), также «Безумие призрака» — древнеирландская сага, сохранившаяся в рукописях XIV—XVI веков, и предположительно составленная в VII веке. Другой, более поздний вариант, известен под названием «Безумие призрака» (Baile an Scáil). В виде пророчества, произнесённого божеством Лугом перед королём Конном Ста битв, представлен список ирландских королей от самого Конна (по легенде — II век н. э.) до начала VIII века.

### Семья
Муж Этне Тоэбфоты. У Конна было три сына: Конла Красный, Арт Одинокий и Крионн.